# Papilio erostratus
Papilio erostratus is een vlinder uit de familie van de pages (Papilionidae). De wetenschappelijke naam van de soort is voor het eerst geldig gepubliceerd in 1847 door John Obadiah Westwood.